# Tonghak sa
Tonghak sa (동학사 Klasztor Wschodniego Żurawia) – koreański klasztor.

## Historia klasztoru
Chociaż klasztor ten nie posiada wielu cennych zabytków jest bardzo ważną świątynią i należy do czterech głównych klasztorów mistycznego masywu góry Kyeryong obok Sinwŏn, Kap i Kuryong. Położony jest w dolinie Sangbong na świętej górze Kyeryong.
Nie zachowały się zapiski związane z budową klasztoru, więc nie wiadomo, kiedy dokładnie został wybudowany. Uważa się, że pochodzi z VIII wieku. Jednak według pewnych przekazów można uważać, że klasztor został zbudowany w 724 roku przez mnicha Sangwona Josę. Następnie, gdy mnich Hoŭi wybudował stupę poświęconą Sangwonowi, nazwał klasztor Sangwon. W IX wieku mistrz sŏn Tosŏn (827-898) rozbudował go i zaliczył ten klasztor za jedno z najważniejszych miejsc modlitewnych za narodową pomyślność.
W 1754 roku klasztor został spalony. W 1814 roku odbudował go mnich Kŭmbong Worin. W roku 1864 klasztor poddany został przebudowie i rekonstrukcji przez mnicha Manhwę Posŏna.
Jeden z najważniejszych mistrzów sŏn przełomu XIX i XX wieku Kyŏnghŏ Sŏng'u (1849–1912) przebywał w tym klasztorze, po tym jak jego nauczyciel Kyeho powrócił do świeckiego życia. Praktykował u znanego mistrza sutr - Manhwy Posŏna, aby w końcu zająć się całkowicie praktyką sŏn. Dnia 15 października 1879 roku osiągnął głębokie urzeczywistnienie i ostatecznie w wieku 33 lat otrzymał przekaz Dharmy od mistrza sŏn Yong'ama w klasztorze Ch'ŏnjang sa na górze Yonam.
Obecnie jest to klasztor żeński, który także prowadzi kształcenie.

## Adres klasztoru
- 789 Hakbong-ri, Banpo-myeon (462 Donghaksa 1-ro), Gongju, Chungcheongnam-do, Korea Południowa

## Galeria

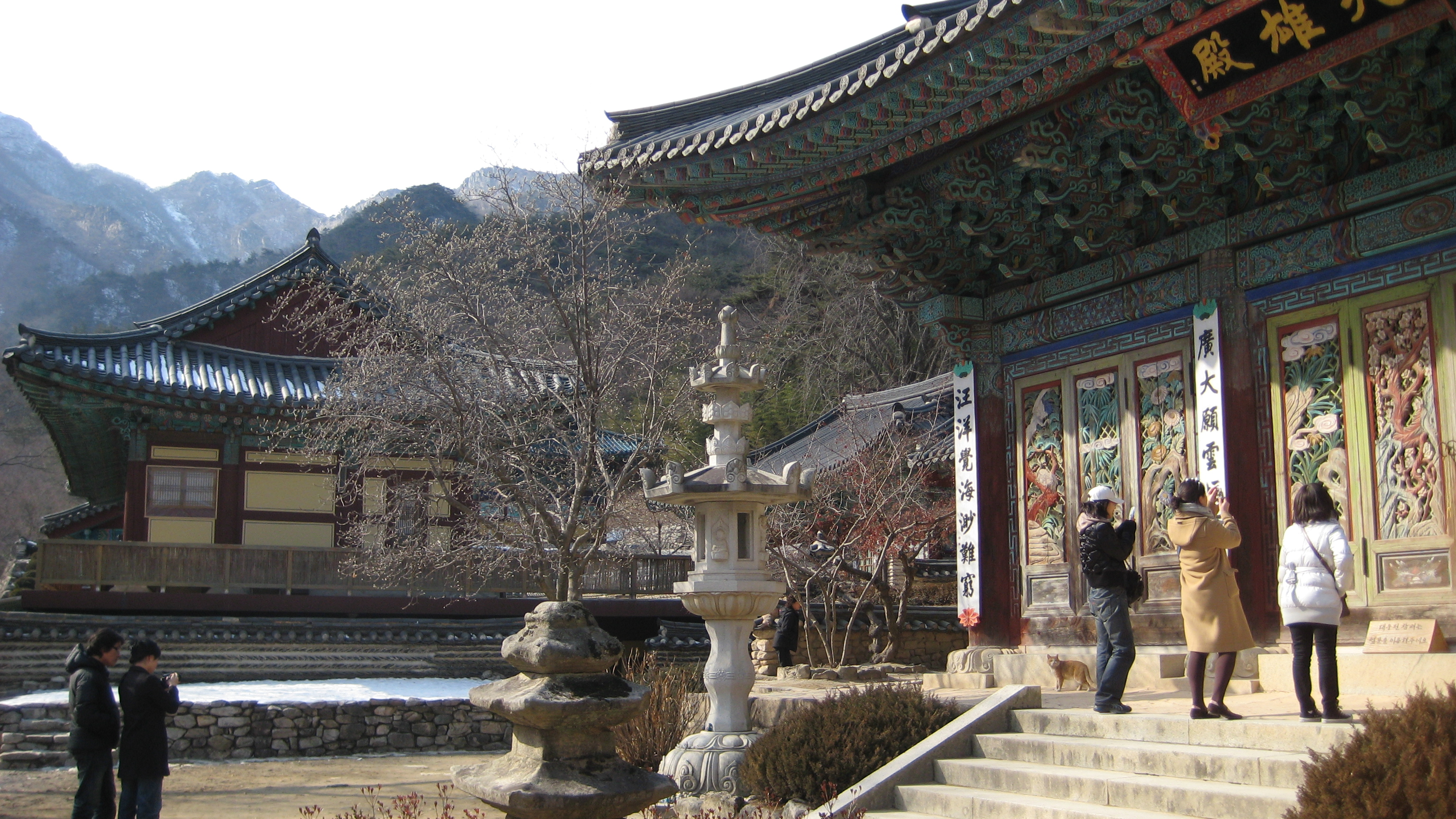
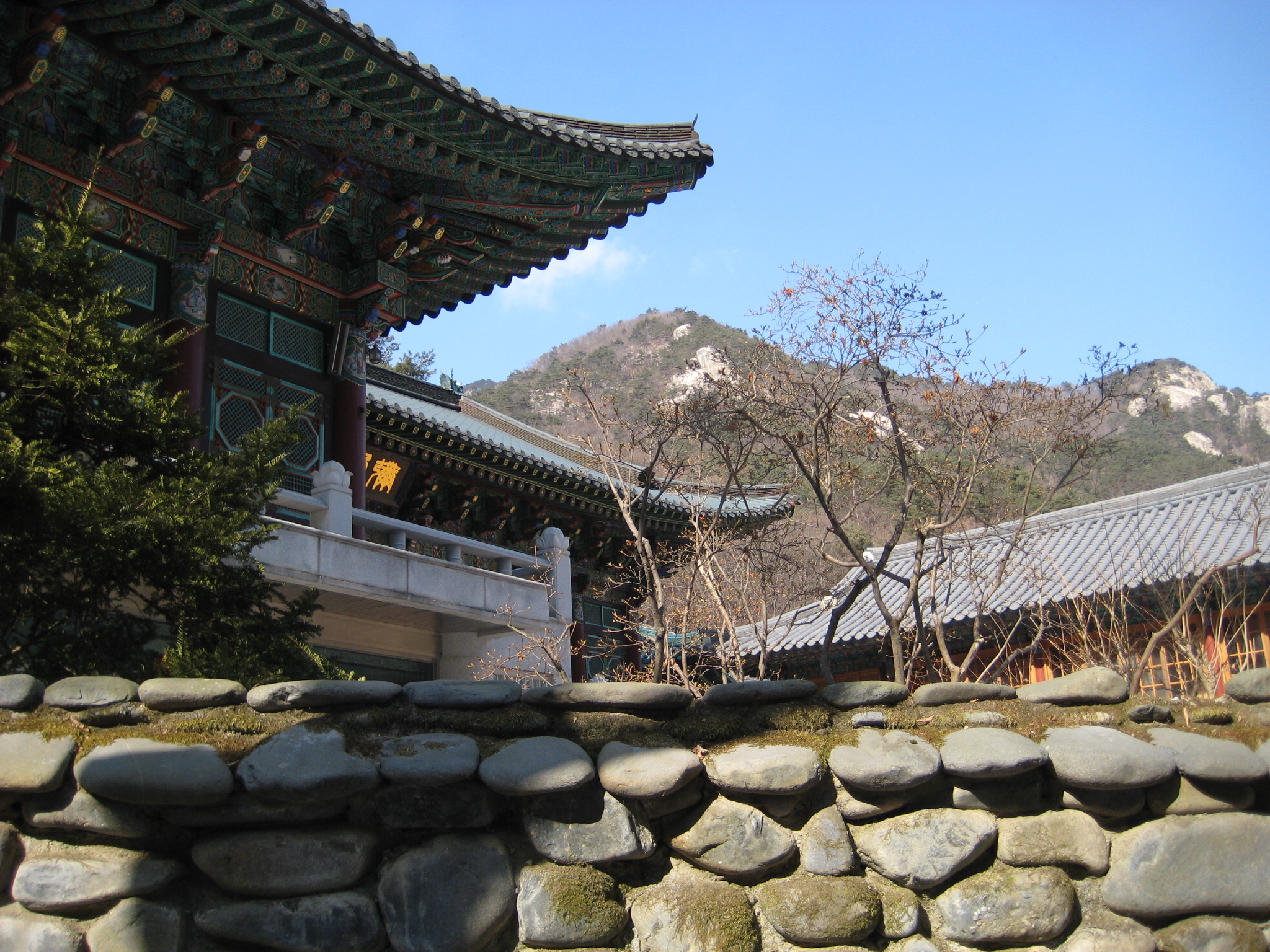